# Le Dompteur
Pour plus de détails, voir Fiche technique et Distribution.
Le Dompteur est un film français réalisé par Pierre Colombier, sorti en 1938.

## Fiche technique
- Titre : Le Dompteur
- Réalisation : Pierre Colombier
- Scénario : Karl Noty, Robert Thoeren
- Adaptation : Yves Allégret
- Dialogues : René Pujol et Jacques Viot
- Photographie : Louis Née et Armand Thirard
- Décors : Jacques Colombier
- Musique : Casimir Oberfeld et René Pujol
- Montage : Maurice Serein
- Société de production : Les Productions Cinésonor
- Directeur de production : Christian Chamborant
- Pays d'origine :  France
- Format : Noir et blanc - 35 mm
- Genre : Comédie
- Durée : 85 minutes
- Date de sortie : 
  - France : 14 décembre 1938

## Distribution
- Jean-Pierre Kérien : Raphaël Durand
- Dorville : le directeur du cirque
- Doumel : le dompteur
- Saturnin Fabre : M. Dupont
- Monique Rolland : Gaby
- Andrex : Bertrand
- Alice Tissot : Hortense
- Charles Lemontier : Me Cave
- Marcel Maupi : Raton
- Line Dariel : Aglaé
- Palmyre Levasseur
- Marie-Jacqueline Chantal
- Rosita Montenegro : Rosita
- Émile Recordier : un clown
- Alphonse Boulicot : un clown